# Honda CB 100

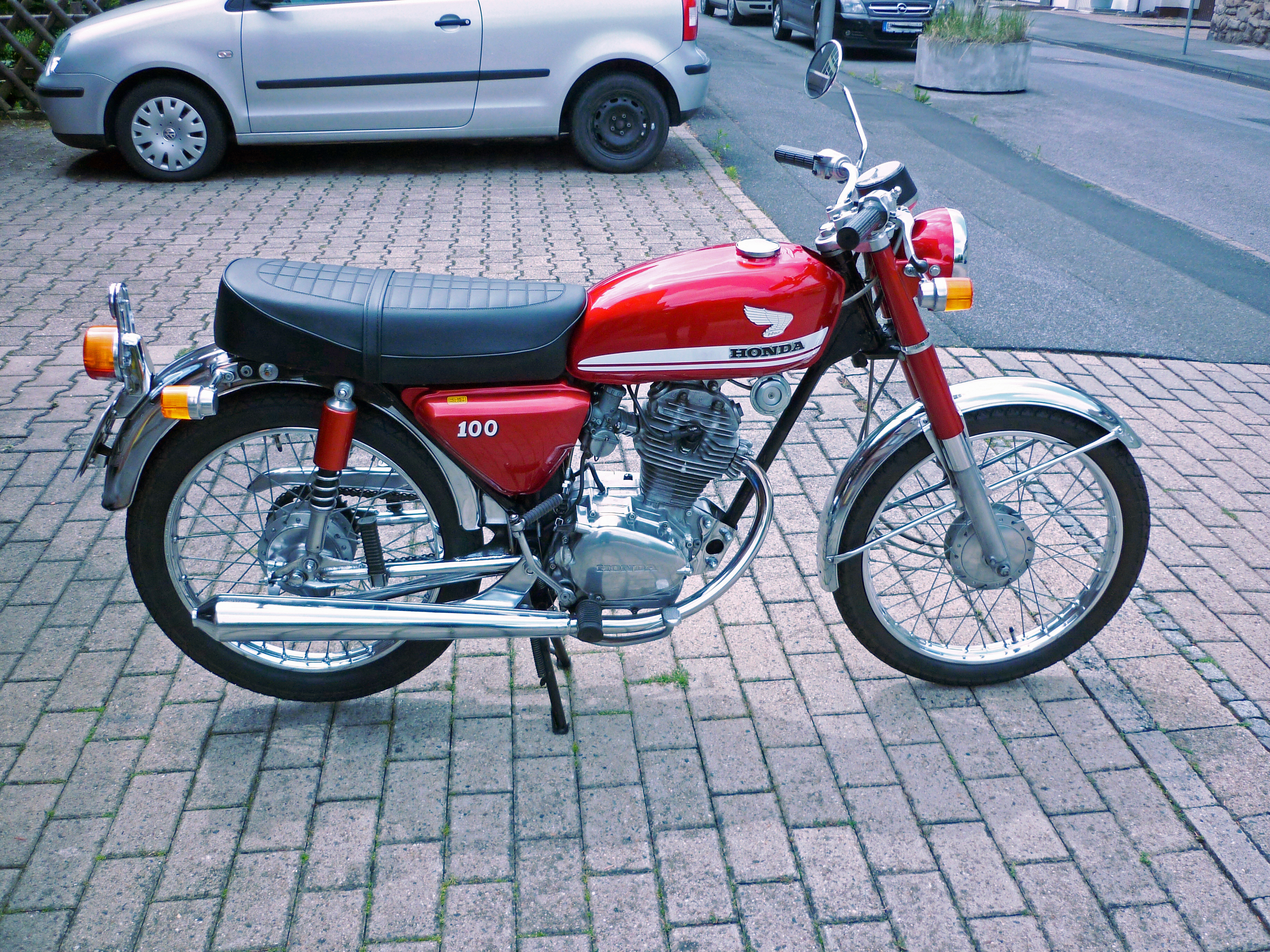
1970 Honda CB 100 K0

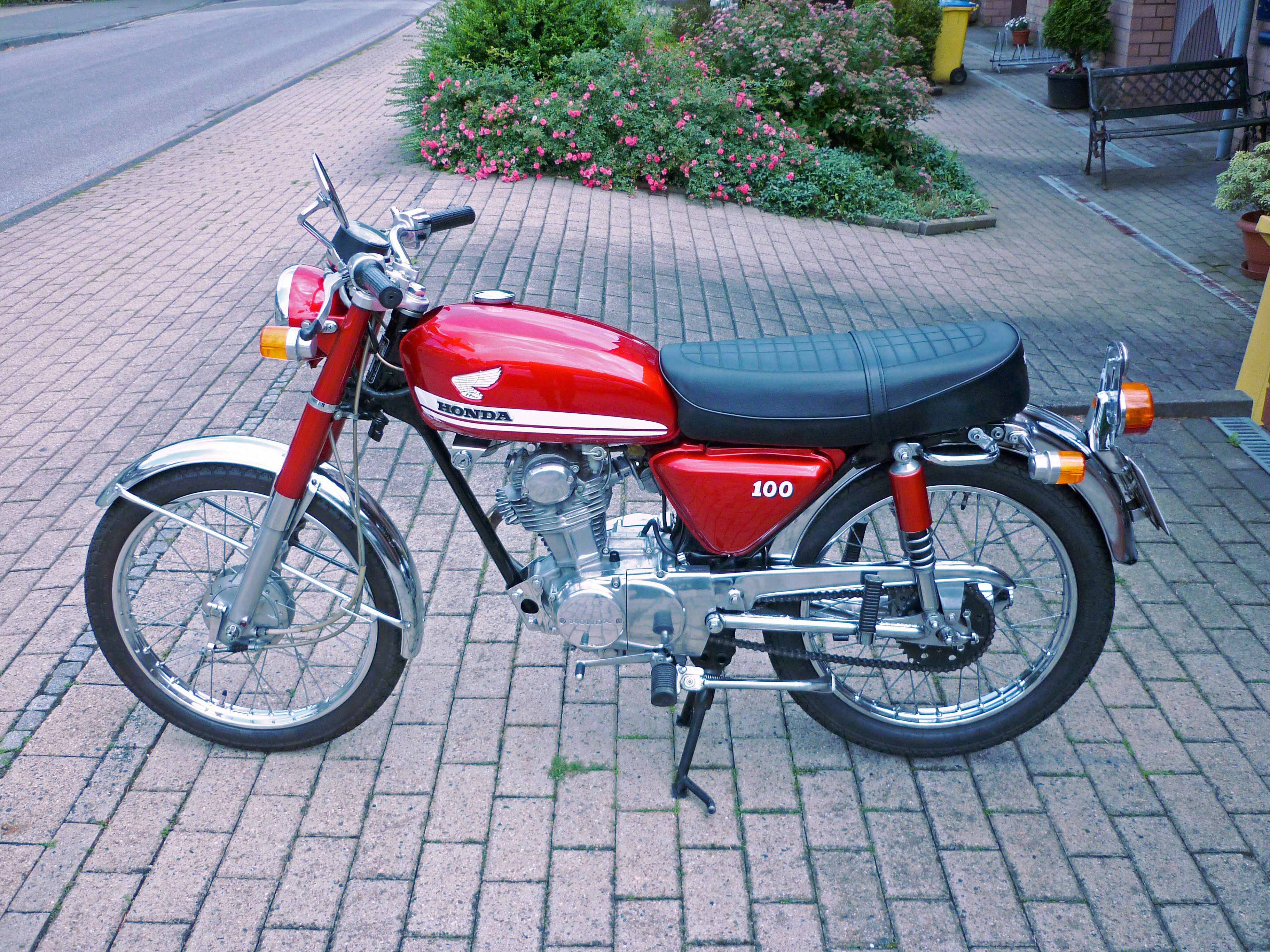
1970 Honda CB 100 K0

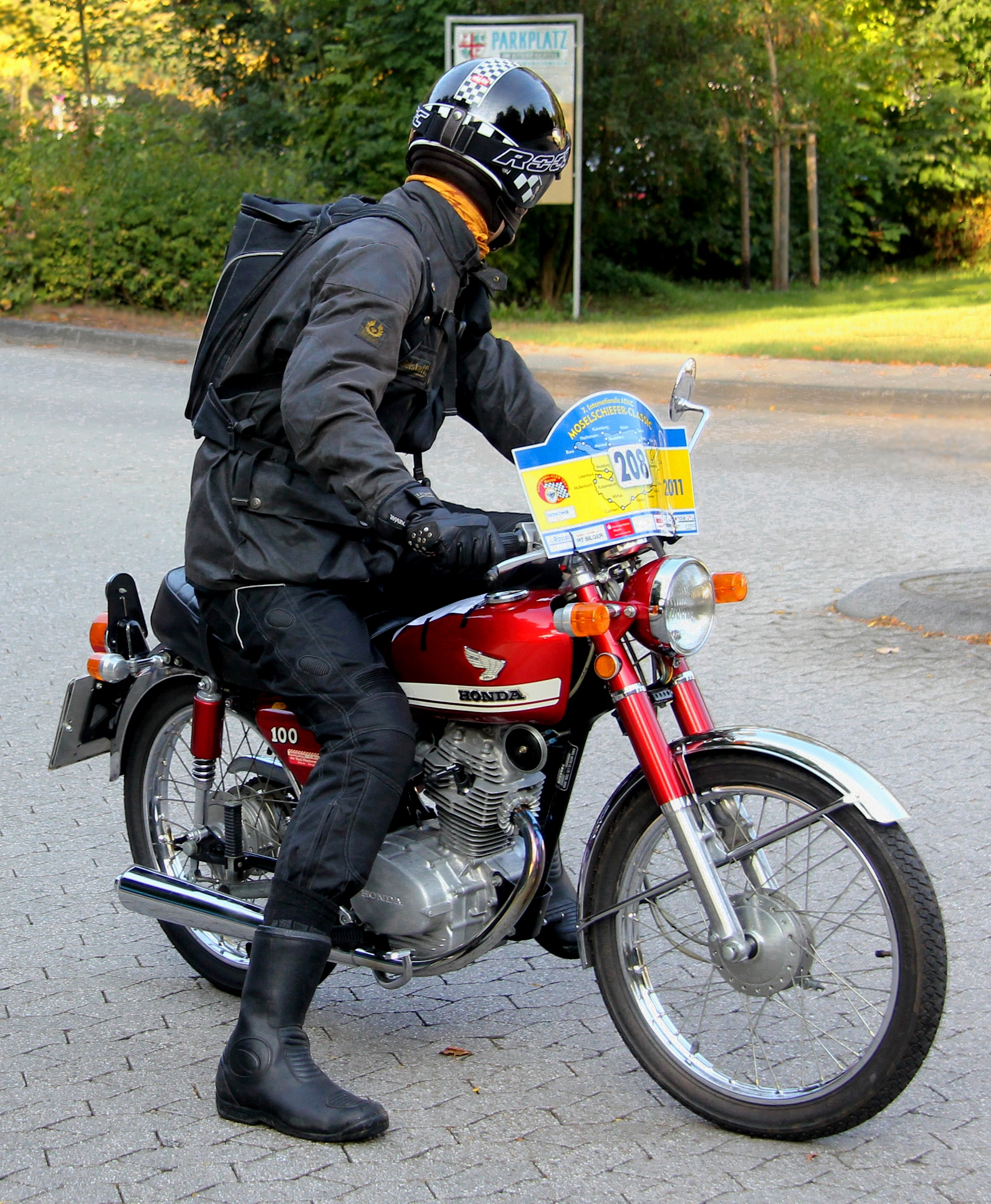
Honda CB 100, Baujahr 1974, bei der Moselschiefer-Classic 2011

Die CB 100 ist ein kleines Motorrad des Automobil- und Motorradherstellers Honda mit Einzylinder-Viertaktmotor, das von 1971 bis 1985 produziert wurde. 
Die CB 100 wurde als Ersatz für die S 90 konstruiert, die den Fünfzigern zu ähnlich sah. Der Zylinder ist um 20 Grad nach vorn geneigt. Die Kolbengeschwindigkeit beträgt  17,3 m/s bei 10.500 min−1. Dieser Wert wurde kurz vor Erscheinen der CB 100 noch als Grenzwert angesehen, der nur bei Rennmaschinen überschritten werden sollte. Der Motor ist aber trotz der hohen Drehzahlen ab 6000 min−1 gut fahrbar. Durch das gut abgestimmte Getriebe lässt sich die CB 100 innerhalb von 21 bis 22 Sekunden auf 100 km/h beschleunigen. Das geringe Gewicht in Verbindung mit dem drehfreudigen Motor machte sie für die damalige Zeit zu einem „richtig schnellen Motorrad“. Die Endgeschwindigkeit lag bei etwa 110 km/h. Die vollständige Bezeichnung des Modells lautet Honda CB 100 Super Sports.
Der kleine Viertaktmotor hat eine spezifische Leistung von 115 PS/l (85 kW/l).  Zum Vergleich: Eine Honda CB 750 Four (1969) hat eine Literleistung von etwa 89 PS, eine Zündapp KS 100 (1969–1971) eine Literleistung von genau 100 PS.

## Technische Daten
| Motor                    | Einzylinder-Viertaktmotor, luftgekühlt, 2 Ventile hängend über oben liegende kettengetriebene Nockenwelle |
| Gemischaufbereitung      | 1 Keihin-Schiebervergaser                                                                                 |
| Bohrung × Hub            | 50,5 × 49,5 mm                                                                                            |
| Hubraum                  | 99 cm³ |
| Verdichtungsverhältnis   | 9,5 : 1                                                                                                   |
| Höchstgeschwindigkeit    | 110 km/h                                                                                                  |
| Beschleunigung           | 0 auf 80 km/h in 15,6 s                                                                                   |
| Max. Leistung            | 11,5 PS (8,5 kW) bei 11.000 min−1                                                                         |
| Max. Drehmoment          | 10,6 Nm bei 7.000 min−1                                                                                   |
| Zündung                  | Batteriezündung                                                                                           |
| Starter                  | Mechanischer Kickstarter                                                                                  |
| Bordelektrik             | 6-Volt-Anlage, 6-Ah-Batterie                                                                              |
| Getriebe                 | 5 Gänge                                                                                                   |
| Endantrieb               | 428er Rollenkette, 104 Glieder, 14er Ritzel und 40er Kettenrad                                            |
| Abmessungen (L × B × H)  | 1885 mm × 750 mm × 1015 mm                                                                                |
| Radstand                 | 1205 mm                                                                                                   |
| Tankinhalt               | 7,5 Liter                                                                                                 |
| Reserve                  | 1,2 Liter                                                                                                 |
| Felgen vorn/hinten       | Drahtspeichenräder mit Stahlfelgen                                                                        |
| Bereifung vorn           | 2.50-18 (4-PR)                                                                                            |
| Bereifung hinten         | 2.75-18 (4-PR)                                                                                            |
| Radaufhängung vorn       | Teleskopgabel                                                                                             |
| Radaufhängung hinten     | Schwinge mit nicht einstellbaren Federbeinen                                                              |
| Bremsen vorn             | 110 mm Simplex-Trommelbremse                                                                              |
| Bremsen hinten           | 110 mm Simplex-Trommelbremse                                                                              |
| Leergewicht              | 92 kg |
| Verbrauch (Durchschnitt) | 2,8 l/100 km                                                                                              |